# Andante voor fluit en orkest
Het Andante voor fluit en orkest (KV 315) in C majeur werd geschreven door Wolfgang Amadeus Mozart in 1778 in opdracht van de Nederlandse fluitist Ferdinand De Jean, mogelijk als vervanging van het tweede, langzame deel van het eerste fluitconcert in G majeur KV 313, met tempo-aanduiding Adagio ma non troppo.
Kennelijk vond De Jean, die eigenlijk 3 fluitconcerten had besteld bij Mozart, het oorspronkelijke Adagio niet mooi en heeft hij daarom gevraagd om een korter Andante om het te vervangen. Het kan ook zijn dat het Andante deel uitmaakt van een verder verloren gegaan of nooit afgemaakt derde fluitconcert.
Het stuk is geschreven voor dezelfde bezetting als het eerste fluitconcert KV 313: een standaard orkestbezetting van strijkers, twee hobo's en twee hoorns.